# Барбацион (генерал)
Барбацион (на латински: Barbatio; † 359 г.) e римски военачалник през 4 век.
Той е генерал на пехотата под командването на Констанций II. Става командир на гвардията (comes domesticorum) при цезаря на Изтока Констанций Гал между 351 и 354 г. През 355 г. след смъртта на узурпатора Клавдий Силван той е номиниран за magister peditum до 359 г. Участва с Юлиан Апостат, на когото завижда, в битката при Аргенторатум (Страсбург) през есента na 357 г. Той е изпратен в Рауракум (Rauracum, днес Кайзераугст), за да се бие против алеманите, които побеждават римляните. През 358/359 г. е сменен от генерал Урсицин.